# Velocidade de fase
Em Física a velocidade de fase consiste na velocidade com que um ponto caracterizado por uma determinada fase em uma onda periódica simples se desloca no espaço. Usualmente difere da velocidade de grupo, que caracteriza mais corretamente as perturbações periódicas nascidas da dispersão de uma onda genuína em um meio dispersivo. Na mecânica quantica, onde os entes estudados podem ser vistos como tendo uma natureza dualística entre verdadeiras partículas e ondas reais, a velocidade das partículas corresponde à velocidade de grupo das ondas correspondentes, sendo que é esta velocidade que deve ser inferior a velocidade da luz c. De fato, por essa interpretação, as velocidades de fase poderiam ser até maiores que a da luz, já que são inobserváveis nesse contexto. Entendendo-se assim, a relatividade especial ou relatividade restrita pode ser compreendida como uma teoria que proíbe a transmissão de sinais a velocidades maiores que a da luz, incluindo então a matéria e a energia. Não proíbe nem tampouco diz nada em relação às "informações inobserváveis" (ou "ação fantasmagórica a distância", como a chamou Einstein), como as que são invocadas na explicação do experimento EPR.